# Johnson & Johnson
Johnson & Johnson je globální americká farmaceutická firma, vyrábějící mimo jiné také zdravotnické prostředky a toaletní a hygienické zboží. Byla založena v roce 1886. Její kmenové akcie jsou součástí indexu Dow Jones Industrial Average a společnost je uvedena v Fortune 500, neboli žebříčku 500 největších společností v USA, který každoročně publikuje časopis Fortune.
Umístění na předních příčkách v žebříčku průzkumu Harris Interactive řadí Johnson & Johnson mezi globálně nejuznávanější společnosti a časopisem Barron's Magazine byla označena za jednu z nejrespektovanějších firem. Byla jí udělena cena Benjamina Franklina za veřejnou diplomacii od amerického ministerstva zahraničí za financování mezinárodních vzdělávacích programů.
Společnost má sídlo ve městě New Brunswick, New Jersey, USA. Její spotřebitelské divize se nachází ve městě Skillman, New Jersey. Korporace zahrnuje přibližně 250 dceřiných společností s provozy ve více než 57 zemích. Její produkty jsou prodávány ve více než 175 zemích. V roce 2008 Johnson & Johnson prodala po celém světě farmaceutické výrobky za 24,6 miliardy dolarů.
Značku firmy Johnson & Johnson nese řada léků a potřeb pro poskytnutí první pomoci. Mezi její nejznámější výrobky patří například obvazy Band-Aid, lék Tylenol, výrobky Johnson baby, výrobky Neutrogena a kosmetické přípravky, výrobky péče o pleť Clean & Clear a kontaktní čočky Acuvue.

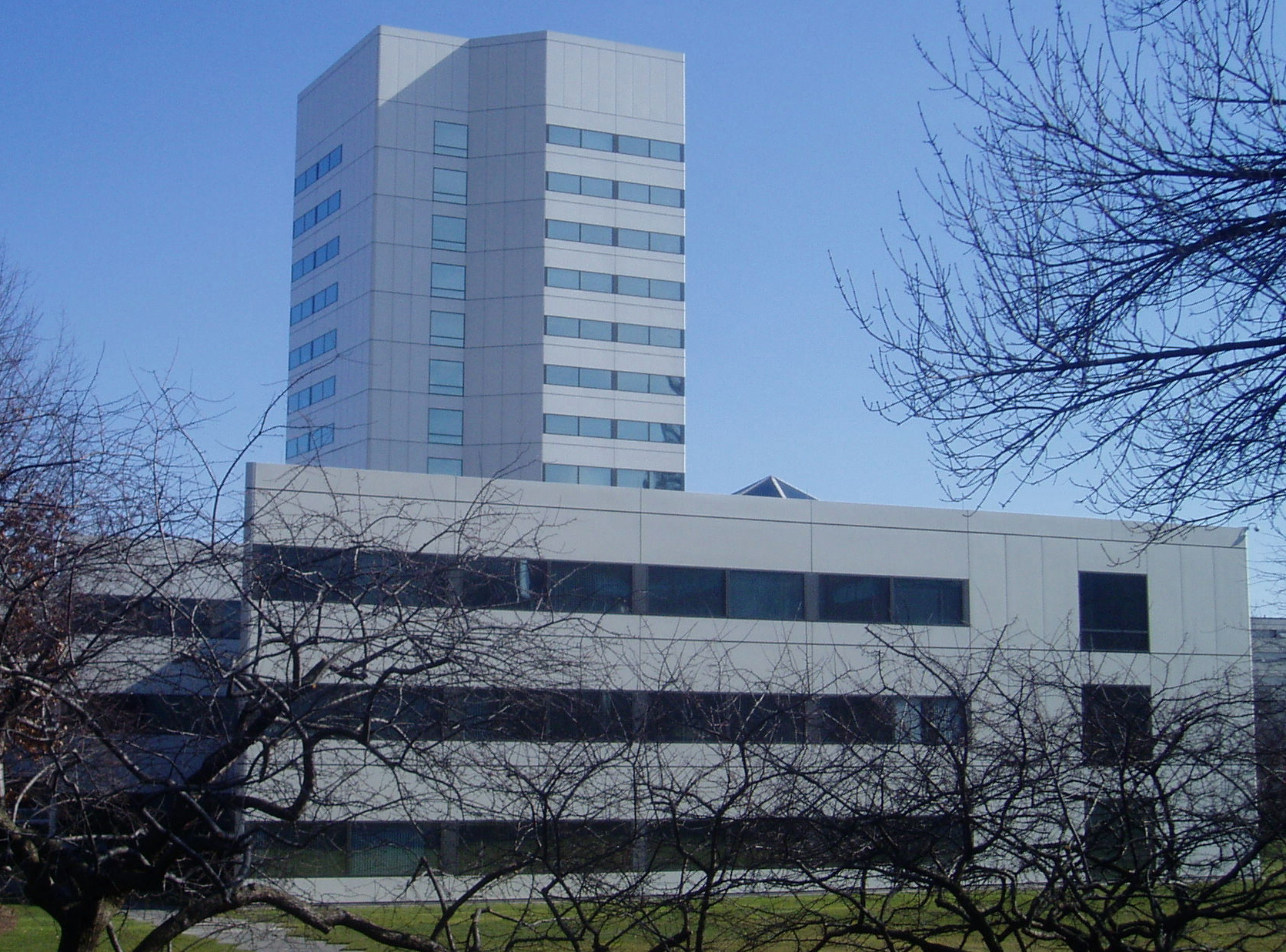
Ředitelství společnosti. New Brunswick, New Jersey, USA

## Historie
Robert Wood Johnson, inspirovaný projevem advokáta Josepha Listera, získal v roce 1885 své bratry Jamese Wooda Johnsona a Edwarda Meada Johnsona pro myšlenku založení firmy na výrobu chirurgických obvazů. Firma vyrobila své první produkty v roce 1886.
Robert Wood Johnson v založené firmě zastával funkci prvního prezidenta společnosti. V devatenáctém století pracoval na zlepšení tehdejších hygienických postupů a propůjčil své jméno nemocnici ve městě New Brunswick, v New Jersey, USA. Po jeho smrti v roce 1910 převzal funkci prezidenta společnosti jeho bratr James Wood Johnson a vykonával ji do roku 1932, kdy jej ve funkci vystřídal jeho syn, Robert Wood Johnson II.

### Vedení firmy
- Robert Wood Johnson I 1887-1910
- James Wood Johnson 1910-1932
- Robert Wood Johnson II 1932-1963
- Philip B. Hofmann 1963-1973
- Richard B. Sellars 1973-1976
- James E. Burke 1976-1989
- Ralph S. Larsen (1989–2002)
- William C. Weldon (2002–2012)
- Alex Gorsky (od roku 2012)

### Vakcína proti covidu-19
V roce 2021 uvedla společnost na trh vakcínu s označením Ad26.COV2.S proti nemoci covid-19. Vakcína byla schválena 28. února 2021 k nouzovému použití v USA.
a i v EU.

## Diverzifikace
Od roku 1900 se společnost ubírá cestou zpestření nabídky sortimentu. V roce 1920 přidala k výrobě spotřební zboží a v roce 1941 vytvořila samostatnou divizi pro chirurgické produkty, která nese jméno Ethicon.
Společnost se dál rozšířila na trh s léčivy odkoupením společností McNeil Laboratories, Inc, Cilag a Janssen Pharmaceutica a v letech 1970 a 1980 i do sféry výrobků v oblasti ženské hygieny a toaletních potřeb. V posledních letech se společnost Johnson & Johnson rozrostla do dalších oblastí jako je např. farmacie, ortopedické přístroje a internetové publikování; rovněž od firmy Pfizer odkoupila její sekci spotřebního zdravotnického zboží. Tento transfer byl dokončen 18. prosince 2006.
Johnson & Johnson byla jmenována jednou ze 100 nejlepších společností pro pracující matky.
Spolu s firmou Gatorade je Johnson & Johnson jedním ze zakládajících sponzorů Národní asociace atletických trenérů, která má celosvětově přes 30 000 členů.

## Ředitelství

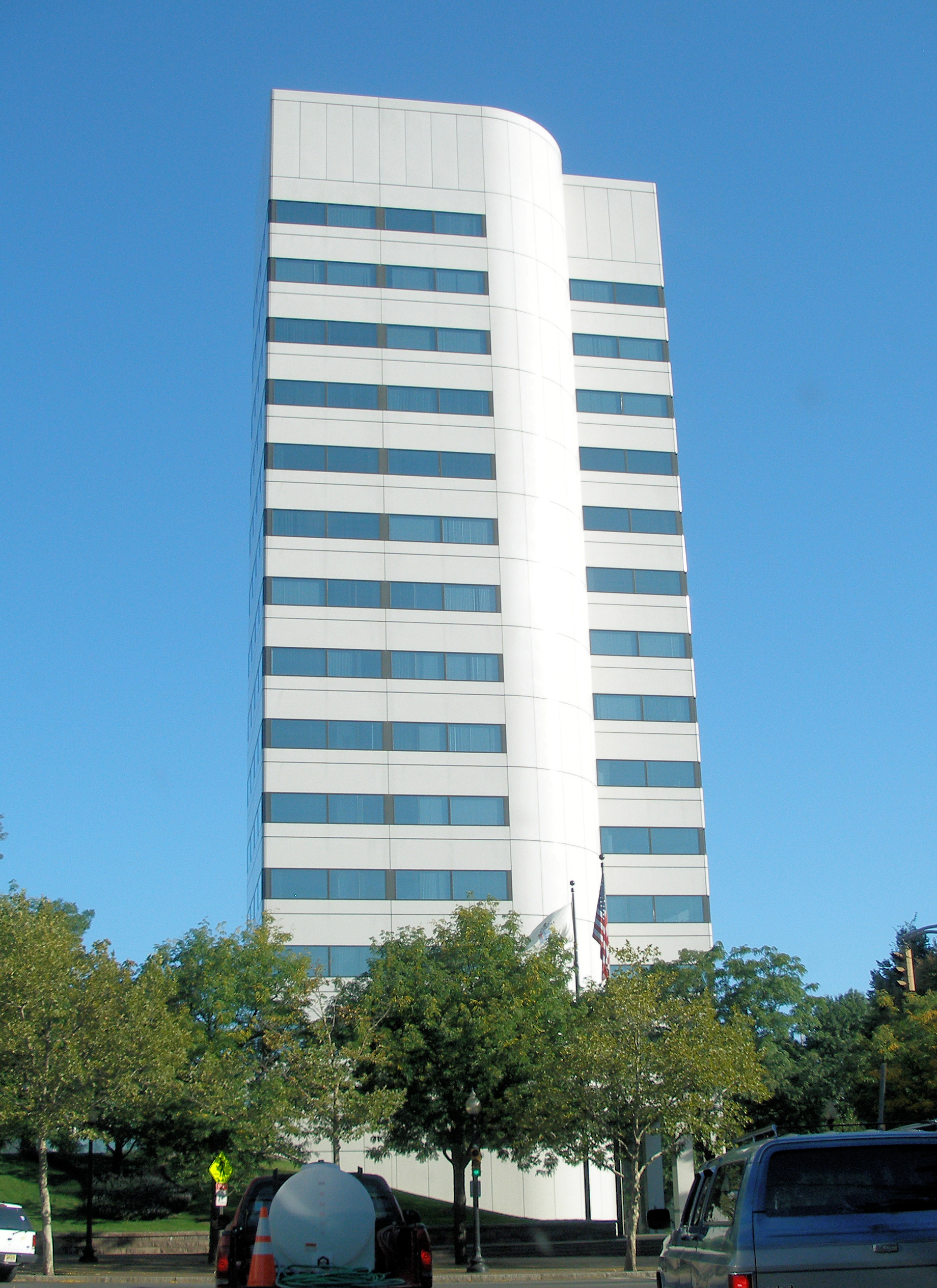
Ředitelství J&J na One Johnson & Johnson Plaza v New Brunswicku

Společnost v minulosti sídlila ve městě New Brunswick, v New Jersey. V roce 1960 zvažovala firma přesunutí svého sídla mimo New Brunswick, ale poté, co představitelé města slíbili výstavbu nových budov v centru města, rozhodla se zůstat.
Johnson & Johnson poté najala Henryho N. Cobba ze společnosti Pei Cobb Freed & Partners, aby navrhl nové sídlo společnosti. Budova byla po zdlouhavém projednávání otevřena koncem 70. let 20. století.
Společnost spolupracuje s organizací Climate Northwest Initiative a s EPA National Environmental Performance Track program. Jako člen národního společenství zelené energie provozuje Johnson & Johnson největší solární generátory v Pensylvánii ve svém sídle ve Spring House.

## Ochrana životního prostředí
Johnson & Johnson si stanovila několik cílů k dodržování k ohledu k životnímu prostředí a zařadila se mezi třetí největší společností ve Spojených státech v zeleném žebříčku.. Mezi tyto cíle patří snížení spotřeby vody a tvorby odpadů, zlepšení využívání energie a zvýšená úroveň transparentnosti.
Aby se vyhnula používání škodlivých chemických látek ve výrobním procesu, rozhodla se firma Johnson & Johnson změnit balení svých produktů z plastových lahví na bezpečné bezpolykarbonátové obaly.

## Internetová komunikace
Johnson & Johnson Internet Portfolio zahrnuje 29 925 registrovaných internetových domén; to je více, než má většina velkých internetových a technologických společností. Portfolio zahrnuje obecné výrazy jako Babypowder.com, stejně jako několik velmi krátkých domén (2 z 676 domén na světě skládajících se z dvou písmen, JJ.com a KY.com, jsou ve vlastnictví společnosti Johnson & Johnson).

## Úmrtí na Tylenol v Chicagu 1982
V roce 1982 byly extra silné tobolky Tylenolu v chicagských obchodech otrávené kyanidem. Rychlá reakce firmy Johnson & Johnson byla velmi chválena médii i mnoha odborníky na styk s veřejností.

## Použití symbolu Červeného kříže

Vlajka Červeného kříže

Johnson & Johnson registroval červený kříž jako ochrannou známku v USA v roce 1905 na své léky a chirurgické obvazy, s designem z roku 1887.
Ženevská konvence, která vyhradila symbol červeného kříže pro specifické účely, byla poprvé schválena v roce 1864 a ratifikována Spojenými státy v roce 1882, nicméně symbol nebyl v USA chráněn právem pro použití Amerického červeného kříže. Až poté Johnson & Johnson získal jeho ochrannou známku.

## Soudní spory

### Žaloba Amerického ministerstva spravedlnosti
Ministerstvo spravedlnosti Spojených států podalo žalobu proti společnosti v roce 2010, obviňující Johnson & Johnson z nelegálního uvedení léků na trh prostřednictvím Omnicare. Tato společnost aplikuje léky v pečovatelských domovech, včetně pacientů s demencí. Podle listu The Wall Street Journal v obvinění šlo i o úplatky ve výši desítek milionů dolarů.

### Spor s přípravky pro péči o dítě
V Číně hrozily společnosti Johnson & Johnson spory kvůli údajně kontaminovaným produktům pro péči o děti. Zpráva rychle vyústila v protesty spotřebitelů v Číně. Někteří rodiče uvedli, že použití šamponu vyvolalo u jejich děti alergické reakce. Společnost Johnson & Johnson uvedla, že „produkty jsou bezpečné a stopová množství některých látek jsou důsledkem výrobních procesů, a ne záměrného přidávání, a že jejich úroveň je mnohem nižší, než je maximální limit stanovený čínskými regulačními úřady a jejich protějšky po celém světě“. Výrobky vyráběné a prodávané Johnson & Johnson v Číně byly obviněny z kontaminace chemickými látkami formaldehydem a 1,4-dioxanem. Následné vyšetřování všeobecné správy Čínské inspekce pro kontrolu kvality prokázalo, že testované dětské výrobky uváděné na trh společností Johnson & Johnson odpovídají čínským předpisům pro formaldehyd; v jednom vzorku bylo zjištěno, že obsahuje malé množství dioxanu, kterou ale zatím čínské předpisy neregulují.

### Karcinogenní azbest v dětském prášku
V prosinci 2018 přinesla agentura Reuters na povrch zjištění, že společnost Johnson & Johnson věděla o tom, že jeden z jejich dětských prášků z hrubého mastku obsahuje azbest. A to z mnoha laboratorních testů, první z nichž provedla již na začátku 70. let 20. století. Společnost místo nápravy výsledky tajila a prášky nadále prodávala s vědomím, že azbest je známá rakovinotvorná látka. Společnost nyní čelí přes 10 tisícům žalob.

## Dceřiné společnosti
Johnson & Johnson je vysoce diverzifikovaná společnost s nejméně 230 dceřinými společnostmi, které jsou označovány jako Skupina Johnson & Johnson. Mezi tyto dceřiné společnosti patří:
| - ALZA Corporation - Animas Corporation - BabyCenter, L.L.C. - Biosense Webster, Inc. - Centocor Ortho Biotech, Inc. - Centocor Research & Development, Inc. - Cilag - Codman & Shurtleff, Inc. - Cordis Corporation - DePuy, Inc. - Ethicon Endo-Surgery, Inc. - Ethicon, Inc. - Global Pharmaceutical Supply Group (GPSG) | - Gynecare - HealthMedia - Independence Technology, LLC - Information Technology Services - Janssen Pharmaceutica - Janssen Pharmaceutica Products, L.P. - Johnson & Johnson, Group of Consumer Companies, Inc. - Johnson & Johnson Health Care Systems Inc. - Johnson & Johnson - Merck Consumer Pharmaceuticals Co. - Johnson & Johnson Pharmaceutical Research & Development, L.L.C. - LifeScan, Inc. - McNeil Consumer Healthcare - McNeil Nutritionals | - Noramco, Inc. - OraPharma - Ortho Biotech Products, L.P. - Ortho-Clinical Diagnostics, Inc. OCD - Ortho-McNeil Pharmaceutical - Ortho-Neutrogena (a merge of Neutrogena and Ortho Dermatological) - Personal Products Company - Penaten - Pharmaceutical Group Strategic Marketing (PGSM) - Peninsula Pharmaceuticals, Inc. - PriCara, Inc. - Scios Inc. | - Tasmanian Alkaloids - Therakos, Inc. - Tibotec - Transform Pharmaceuticals, Inc. - Veridex, LLC - Vistakon |

## Spotřebitelské značky
| - Acuvue - Actifed - Ambi - Aveeno - Bactidol - Band-Aid - Benadryl - Benecol - Bengay - Benylin - Bonamine - Caladryl | - Carefree - Clean & Clear - Coach - Coach Professional - Coach Sport - Codral - Combantrin - Compeed - Conceptrol - Cortaid - Cortef | - Delfen - Desitin - Dolormin - E.P.T. - Efferdent - First-Aid - Gynol - Healthy Woman - Imodium - Johnson's Baby | - Johnson & Johnson Red Cross - Jontex - K-Y - Lactaid - Listerine - Listermint - Lubriderm - Lundens - Micatin - Monistat - Motrin - Motrin Children | - Myadec - Mylanta - Nasalcrom - Neko - Neosporin - Neutrogena - Nicoderm - Nicorette - Nizoral - Nu-Gauze - O.B. - OneTouch | - Pediacare - Penaten - Pepcid - Pepcid AC - Polysporin - Ponstan - Priligy - Purell - Quantrel - REACH - Reactine | - Regaine - Rembrandt - Remicade - RoC - Rogaine - Rolaids - Shower to Shower - Simply Sleep - Sinutab - Splenda - St. Joseph | - Stayfree - Steri-Pad - Stim-u-dent - Sudacare - Sudafed - Tucks - Tylenol - Tylenol Baby - Tylenol Children - Unicap - Vania - Visine - Zyrtec |